# Отрис
О́трис (греч. Όθρυς) — горный хребет в Греции, на границе периферийных единиц Фтиотида и Магнисия. Отделяет Фессалийскую равнину, долину реки Пиньос и залив Пагаситикос от долины реки Сперхиос и залива Малиакос на юге. Длина около 90 км, высота до 1726 метров над уровнем моря. Хребет простирается от горы Велухи на западе до побережья Эгейского моря на востоке. Сложен кристаллическими породами, перекрытыми на западе песчаниками, сланцами и известняками. На склонах — средиземноморская кустарниковая растительность, отдельные рощи из дуба, а выше 1000 метров — из ели. Зимние пастбища. На Отрисе берёт начало река Энипефс. Самый высокий пик — Гиузи или Ераковуни (Γκιούζι ή Γερακοβούνι). Другие пики: Профитис-Илиас (Προφήτης Ηλίας, 1694 м), Маврикас (Μαυρίκας, 1578 м), Ксеровуни (Ξεροβούνι, 1454 м), Арапас (Αραπάς, 1291 м). Восточной оконечностью является гора Траговуни (Τραγοβούνι, 639 м) на мысе Ставрос (Σταυρός) у входа в залив Пагаситикос.
В античной географии был известен как Отрий, Офрис, Офрийская гора, Офрия (др.-греч. Ὄθρυς, лат. Othrys).
В древнегреческой мифологии титаны с горы Отрий пошли войной на олимпийцев.
Название, вероятно, происходит от др.-греч. ὀφρύς «гребень, круча, край, выступ».
В стадии завершения строительства по состоянию на начало 2018 года находится участок железнодорожной линии Лианокладион — Домокос, включая двухтрубный тоннель под горой Отрис длиной 6380 метров. Это сократит время в пути на линии Пирей — Салоники до 3,5 часов.